# Banff—Airdrie
Circonscription électorale fédérale du Canada
Banff—Airdrie est une ancienne circonscription électorale fédérale canadienne de l'Alberta qui contient la ville d'Airdrie et le parc national de Banff. Elle a été créée en 2012 des circonscriptions de Wild Rose et Macleod.
Les circonscriptions limitrophes étaient Yellowhead, Foothills, Bow River, Calgary Skyview, Calgary Signal Hill, Calgary Rocky Ridge, Calgary Nose Hill et Red Deer—Mountain View en Alberta et Kootenay—Columbia en Colombie-Britannique.
À la suite du redécoupage de la carte électorale en 2022, Banff—Airdrie est abolie et redistribuée dans Airdrie—Cochrane, Bow River et Yellowhead. 

## Résultats électoraux
|       | Candidat           | Parti        | # de voix | % des voix |
|       | (X) Blake Richards | Conservateur | +42 228,  | 63,37 %    |
|       | Marlo Reynolds     | Libéral      | +17 380,  | 26,08 %    |
|       | Joanne Boissenault | NPD          | +04 521,  | 6,78 %     |
|       | Mike MacDonald     | Vert         | +02 509,  | 3,77 %     |
| Total | Total              | Total        | 66 638    | 100 %      |

### Historique
| Législature                                                 | Années       | Député | Député         | Parti        |
| ----------------------------------------------------------- | ------------ | ------ | -------------- | ------------ |
| Banff—Airdrie issue d'une partie de Macleod et de Wild Rose |              |        |                |              |
| 42e                                                         | 2015–2019    |        | Blake Richards | Conservateur |
| 43e                                                         | 2019–2021    |        | Blake Richards | Conservateur |
| 44e                                                         | 2021–Présent |        | Blake Richards | Conservateur |
| Redistribuée dans Airdrie—Cochrane, Bow River et Yellowhead |              |        |                |              |